# Yvonne-Adélaïde Mougany
Yvonne-Adélaïde Mougany (aussi connue sous son nom d'épouse Yvonne-Adélaïde Moundélé-Ngollo) est une femme politique congolaise née en 1944 à Brazzaville. Députée de la première circonscription de Mindouli (Pool) depuis 2002, elle fut Ministre des petites et moyennes entreprises (2007-2021) ainsi que Ministre du commerce (2002-2007). Elle fut également directrice-générale d'Hydro-Congo de 1998 à 1999.

## Biographie

### Famille et études
Yvonne-Adélaïde Mougany naît en 1944 à Brazzaville. Elle est la fille d'Édouard Mougany, ancien député du Pool et collaborateur du président Fulbert Youlou. Elle part étudier en France, notamment à l'Université Paris-Sud et à l'Institut international d'administration publique, et obtient un diplôme en droit et gestion des entreprises publiques.

### Carrière dans l'énergie
Après ses études, elle travaille dans le secteur de l'énergie, en particulier chez Hydro-Congo à partir des années 1970. Elle gravit les échelons au sein de cette compagnie pétrolière, exerçant successivement les fonctions de chef de la division économique de la Direction d'études et de planification (1982-1986), de directrice générale par intérim (1986-1998), puis de directrice générale de 1998 jusqu'en 1999,.

### Carrière politique
En 1994, son expérience dans le secteur de l'énergie lui vaut d'être nommée conseillère du ministre des Hydrocarbures.
En septembre 1995, elle représente le Congo-Brazzaville lors de la quatrième conférence mondiale sur les femmes des Nations unies.
Elle dirige deux associations : « Mbongui » dont le but est de consolider l'unité nationale du Congo, et l'Association congolaise énergie & société (Ascones), qui a notamment électrifié le centre de Makola dans le Kouilou entre 2001 et 2002,.

#### Ministre du Commerce
Le 18 août 2002, elle fait son entrée au gouvernement, devenant Ministre du commerce, de la consommation et des approvisionnements,. 
Très impliquée dans la résolution du conflit entre le pouvoir et les forces du Pasteur Ntumi, elle organise dès octobre 2000 des meetings pour la paix et la reconstruction du Pool, et participe à des opérations humanitaires et de sensibilisation (distribution de vivres et de médicaments, rencontres avec la population) dans les zones de conflit, à la demande du Cercle de réflexion pour l'unité et la paix du Pool (CRUPP). Le 18 novembre 2002, elle organise une marche de 5 000 personnes vers le palais présidentiel de Mpila (Brazzaville) afin d'exiger la fin de la répression envers les rebelles. Denis Sassou-Nguesso accepte d'arrêter les opérations militaires, et lui confie un rôle-clé dans les négociations avec le Pasteur Ntumi, qui mèneront à la signature de l'Accord du 17 mars 2003, ainsi qu'au vote d'une loi d'amnistie en faveur des ex-rebelles le 29 août,. 

#### Ministre des Petites et Moyennes Entreprises
Le 30 décembre 2007, elle change de portefeuille et est nommée Ministre des petites et moyennes entreprises, chargée de l'artisanat. 
Durant l'élection présidentielle de 2009, elle exerce la fonction de porte-parole de Denis Sassou-Nguesso, candidat à sa propre succession.
À la suite de la réélection de Denis Sassou-Nguesso pour un 4e mandat consécutif, elle est remerciée du gouvernement et remplacée à ce ministère par Jacqueline Lydia Mikolo le 22 mai 2021,.

#### Députée de Mindouli
Lors des élections législatives de 2002, Yvonne-Adélaïde Mougany est élue députée de la première circonscription de Mindouli (Pool) sous l'étiquette « Club 2002 », un mouvement de soutien à Denis Sassou-Nguesso dirigé par l'un des neveux du Président, et dont elle deviendra membre du bureau exécutif,.  
Elle est réélue lors des élections législatives de 2007, cette fois-ci sous l'étiquette du parti présidentiel, le Parti congolais du travail (PCT). 
En octobre 2009, son député suppléant Auguste Mpassi-Muba, qui siégeait à sa place à l'Assemblée nationale, décède soudainement. Des élections partielles sont alors organisées le 18 juillet 2010, auxquelles Yvonne-Adélaïde Mougany participe sous les couleurs du Rassemblement de la majorité présidentielle (RMP). Réélue une nouvelle fois, c'est son nouveau suppléant Jean Tite Ntessani qui siège à sa place à l'Assemblée nationale. 
Elle est à nouveau réélue lors des élections de 2012 et de 2017. Son suppléant, Jean Tite Ntessani, décède le 17 juillet 2020, laissant la circonscription sans représentant à l'Assemblée. Elle est ensuite réélue lors des élections de 2022.  

#### Autres fonctions (depuis 2021)
Le 1er juin 2021, elle est nommée par décret conseillère spéciale du président de la République, ainsi que cheffe du département de l’Agriculture, de l’Élevage, de la Pêche et du Développement rural.

### Vie personnelle
Yvonne-Adélaïde Mougany est de confession catholique, et a dirigé la chorale de la cathédrale du Sacré-Cœur de Brazzaville.
Elle fut mariée au lieutenant Ange Diawara, exécuté en 1973 après avoir participé à un coup d'État contre le président Marien Ngouabi. Elle se remarie ensuite avec l'homme politique Benoît Moundélé-Ngollo, ancien ministre et maire de Brazzaville. Ils divorcent en 2009,.

## Distinctions
- Grand officier de l'ordre du Mérite congolais (2016)[13]